# マクマホン式トーナメント
マクマホン式トーナメント(英語: McMahon system tournament)はスイス式トーナメントを一般化した形態であり、囲碁やチェスの試合で使われている。

## 概要
スイス式トーナメントのように、全てのプレイヤーが他のプレイヤーと同じ試合数をこなす。スイス式と異なるのは、全てのプレイヤーが0点からスタートするのではなく、レーティング上位の者がトーナメントにおいてあらかじめ得点を与えられるという事である。上位のプレイヤーは開始時に有利になるが、一方でいきなり強い相手と対戦することになる。初期得点には上限を設けており、トーナメントに優勝する可能性があると考えられるレーティング以上のプレイヤーは同じ（上限の）得点からスタートする。
各プレイヤーは、同じまたは近い点数の相手と組む。そして、勝利した場合は1点を、引き分けの場合は得点の0.5点を獲得する。最終戦が終わった後、一番多くの得点を獲得した者がトーナメントの勝者となり、多種多様なタイブレークシステムが存在する。
マクマホン式トーナメントの名前は、ベル研究所のリー・マクマホンにあやかって名付けられ、ニューヨークにある囲碁のクラブで使用されたのが最初である。やがて、イギリスの囲碁のトーナメントで採用され、世界中の囲碁のトーナメントにおいて最も有名なトーナメント方式となった。マクマホン式の使用法は、他の方式に見られるような、同じクラブ所属者と組ませるのか、accelerated pairings（スイス式トーナメントで採用されている）を使うのか、囲碁の試合でハンディキャップを与えるのかという疑問に対して、対策を決めていない。
マクマホン式がスイス式に比べて優れているのは、勝者が決まるまでの試合数が少ない事と、序盤で極端に実力差がある対戦（とても強いプレイヤーと弱いプレイヤー同士の対戦）を避ける事ができる事である。序盤でトーナメントの勝者が決まった場合には、マクマホン式はこのグループを通してより多くの試合をこなす事が許され、それ故に囲碁やチェスの手本を増やす事ができるのである。